# 9579 Passchendaele
9579 Passchendaele eller 1989 GO4 är en asteroid i huvudbältet som upptäcktes den 3 april 1989 av den belgiske astronomen Eric W. Elst vid La Silla-observatoriet. Den är uppkallad efter byn Passchendaele.
Asteroiden har en diameter på ungefär 9 kilometer och den tillhör asteroidgruppen Nysa.